# Гизо (епископ Кёльна)
Гизо (Гисло; лат. Giso или лат. Gislo; умер около 711) — епископ Кёльна с приблизительно 692 или 694 года.

## Биография
Гизо — один из многих кёльнских епископов VI—VIII веков, о которых почти ничего не известно. Не сохранилось никаких сведений ни о его происхождении, ни о ранних годах жизни.
Первое свидетельство о Гизо относится к 691 году, когда в документе из монастыря Святых Кассия и Флоренция в Бонне он назван диаконом и аббатом. Гизо — первый настоятель этой обители, основанной для попечения над реликвиями святых Кассия и Флоренция.
Вскоре после этого (возможно, в 692 или 694 году) Гизо возглавил Кёльнскую епархию. В средневековых списках здешних епископов, наиболее ранний из которых был создан при Виллиберте, он ошибочно назван преемником Альдуина и предшественником Фарамунда. В действительности Гизо взошёл на епископскую кафедру в Кёльне после Стефана и перед Анно I.
Единственное известное свидетельство о Кёльнской епархии при Гизо — основание святым Свибертом монастыря в селении Кайзерсверт. Гизо умер около 711 года и был похоронен в склепе церкви Святого Северина.